# Стефансон (острво)
Острво Стефансон (енгл. Stefansson Island) је једно од острва у канадском арктичком архипелагу. Острво је у саставу канадске територије Нунавут. Налази се сјевероисточно од острва Викторија.
Површина износи око 4463 km², по којој је острво 128. у свијету и 27. у Канади по величини.
Највиши врх је без имена и са висином од 290 m. Острво је ненасељено.
Добило је име по истраживачу Арктика Вилхјалмуру Стефансону (Vilhjalmur Stefansson).